# Evert-Jan 't Hoen
Evert-Jan Axel Charles 't Hoen (Alphen aan den Rijn, 8 november 1975) is een voormalig Nederlands honkballer en huidig honkbalcoach. Sinds april 2018 is 't Hoen bondscoach van het Nederlands honkbalteam.
't Hoen kwam uit als infielder en outfielder en sloeg en gooide rechtshandig. Hij speelde in Amerika bij het Indian River Community College samen in het team daar met Jurriaan Lobbezoo en werd in 1995 opgenomen in de Amerikaanse pool, de Amateur Draft. In 1996 werd hij professioneel honkballer toen hij een contract afsloot bij de Boise Hawks uit Boise in Idaho en een jaar later speelde hij als slagman voor de Cedar Rapid Kernels uit Iowa in de Midwest League waar hij tot 18 homeruns kwam. Een jaar later speelde twee jaar zowel voor de AA serie club de Erie Sea Wolves uit Pennsylvania als voor de Edmonton Trappers uit Canada. In 2001 deed hij mee aan de voorjaarstraining bij de Anaheim Trappers en speelde zowel op AA als AAA niveau bij de Arkansas Travelers en de Salt Lake Stingers als korte stop en midvelder. In 2001 kwam zijn profloopbaan ten einde en keerde hij terug naar Nederland waar hij tot en met het seizoen 2009 uitkwam voor de hoofdklassevereniging DOOR Neptunus.
't Hoen kwam tussen 1983 en 2005 vele malen uit voor het Nederlands honkbalteam. Op achttienjarige leeftijd werd hij geselecteerd als korte stop en speelde in de World Cup van 1994, kwam uit als slagman in de Intercontinental Cup in 1995 en speelde dat jaar ook mee tijdens de Europese kampioenschappen en het World Port Tournament. In 1996 speelde hij mee tijdens de Haarlemse Honkbalweek. In 1999 werd hij met het team Europees Kampioen en werd daar de winnaar van het homerun klassement met zeven homeruns en werd tevens beste derde honkman. Later dat jaar deed hij mee tijdens de Intercontinental Cup. In 2000 kwam hij als derde honkman uit voor het nationale team tijdens de Olympische Spelen. In 2001 deed hij mee met de wereldkampioenschappen als tweede honkman, in 2002 aan de Haarlemse honkbalweek en de Intercontinental Cup. In 2003 werd hij wederom Europees kampioen met het team en speelde ook weer het World Port Tournament en een Olympisch kwalificatietoernooi en de wereldkampioenschappen. In 2004 deed hij voor de tweede maal mee aan de Olympische Spelen. In 2005 maakte hij voor de laatste maal deel uit van het nationale team tijdens de Wereldkampioenschappen.
Johnny Balentina · 
Giel ten Bosch · 
Eric de Bruin · 
Peter Callenbach · 
Rob Cordemans · 
Jeffrey Cranston · 
Eddie Dix · 
Marlon Fluonia · 
Evert-Jan 't Hoen · 
Eelco Jansen · 
Marcel Joost · 
Adonis Kemp · 
Geoffrey Kohl · 
Marcel Kruijt · 
André van Maris · 
Edsel Martis · 
Paul Nanne · 
Tom Nanne · 
Byron Ward · 
Danny Wout
Sharnol Adriana · 
Johnny Balentina · 
Patrick Beljaards · 
Ken Brauckmiller · 
Rob Cordemans · 
Jeffrey Cranston · 
Michaël Crouwel · 
Radhames Dijkhoff · 
Robert Eenhoorn · 
Rikkert Faneyte · 
Evert-Jan 't Hoen · 
Chairon Isenia · 
Percy Isenia · 
Eelco Jansen · 
Ferenc Jongejan · 
Dirk van 't Klooster · 
Patrick de Lange · 
Raily Legito · 
Jurriaan Lobbezoo · 
Remy Maduro · 
Hensley Meulens · 
Ralph Milliard · 
Erik Remmerswaal · 
Orlando Stewart
Sharnol Adriana · 
Wladimir Balentien · 
Johnny Balentina · 
Patrick Beljaards · 
Maikel Benner · 
Yurendell de Caster · 
Ivanon Coffie · 
Rob Cordemans · 
Robin van Doornspeek · 
Dave Draijer · 
Evert-Jan 't Hoen · 
Chairon Isenia · 
Eelco Jansen · 
Sidney de Jong · 
Ferenc Jongejan · 
Eugene Kingsale · 
Dirk van 't Klooster · 
Patrick de Lange · 
Raily Legito · 
Calvin Maduro · 
Diego Markwell · 
Ralph Milliard · 
Harvey Monte · 
Alexander Smit